# Özel İzmir Amerikan Koleji
Das 1878 von amerikanischen Missionaren gegründete İzmir Amerikan Koleji (American Collegiate Institute) ist das älteste Gymnasium sowie die älteste Privatschule der Stadt Izmir.
In ihren Anfangsjahren war die Schule eine amerikanisch-christliche Missionsschule für Mädchen. Der erste Standort der Mädchenschule befand sich in Basmane, einem zentralen Stadtteil von Izmir. Seit 1923 befindet sich die Schule im Stadtteil Göztepe. Die Unterrichtssprache ist Englisch. Die Privatschule ist Mitglied im Council of International Schools.
Seit 1986 ist die Schule koedukativ. Der Erwerb des International Baccalaureates ist möglich.